# 末松政孝
末松 政孝（すえまつ まさたか、1927年 - ）は、日本の建築家。安岡清則と末松安岡設計を主宰。
東京都生まれ。1952年、日本大学旧工学部建築学科卒業。1952年、鹿島建設設計部勤務。1958年、吉村順三設計事務所。1962年、末松設計事務所設立。1974年から1984年、日本大学理工学部非常勤講師。1984年から1993年まで、日本大学生産工学部非常勤講師。1998年に末松安岡設計に改称。
代表作にM氏邸 粕谷の家、S邸、矢来町の家(以上住宅)科研薬化工京都研究所、T山荘、北沢バルブ本社ビルなど。